# Land Rover Defender

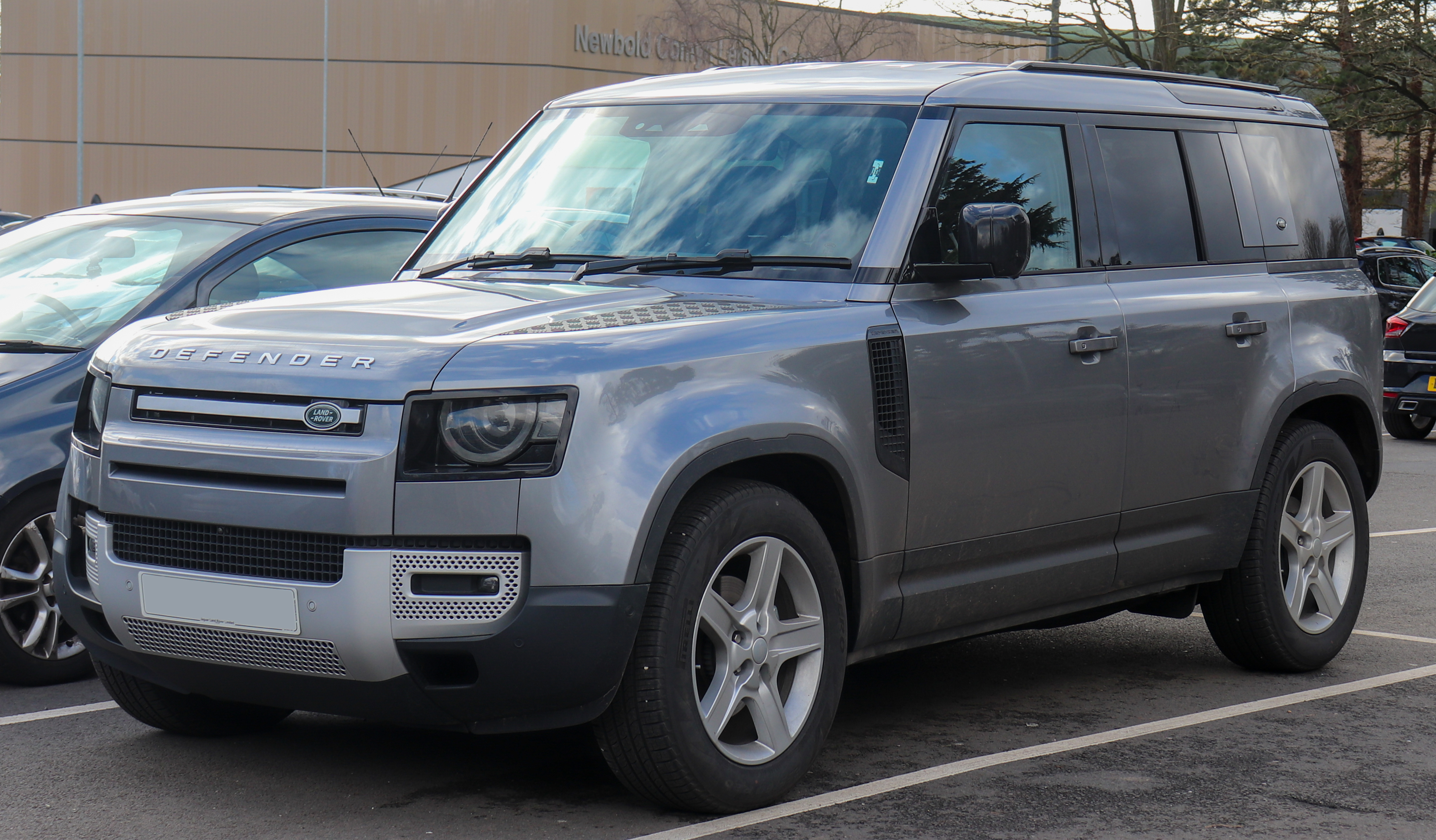
Imagem do novo modelo (2020)

O Land Rover Defender é um veículo 4x4 rústico produzido pela Land Rover entre 1983 e 2016. Inicialmente foi lançado como Land Rover 90, 110 e 127, tendo sido renomeado como Defender em 1990 e apresentando pouquíssimas mudanças desde a sua chegada ao mercado.

## História

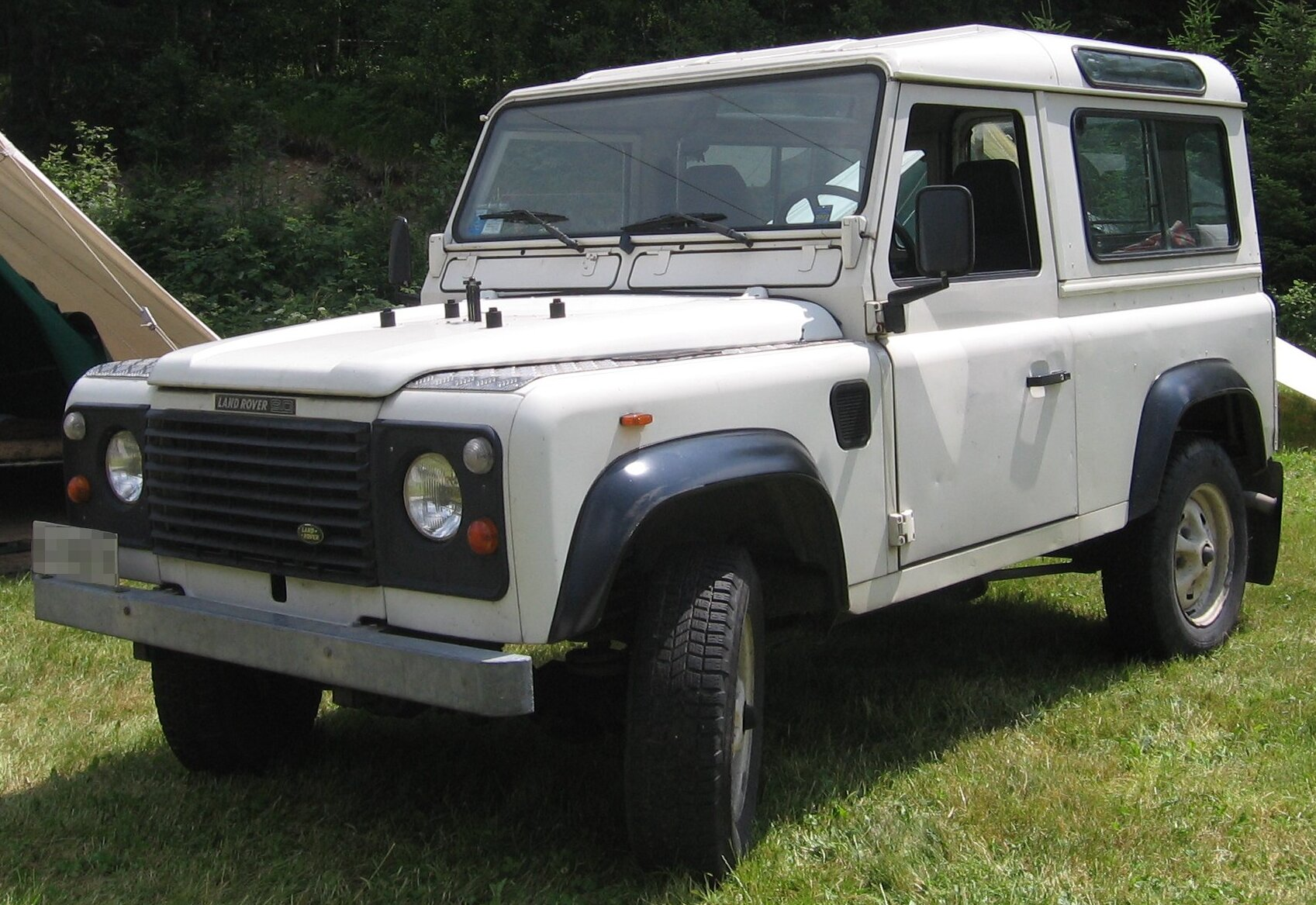
Land Rover 90 Turbo Diesel (1983–1990)

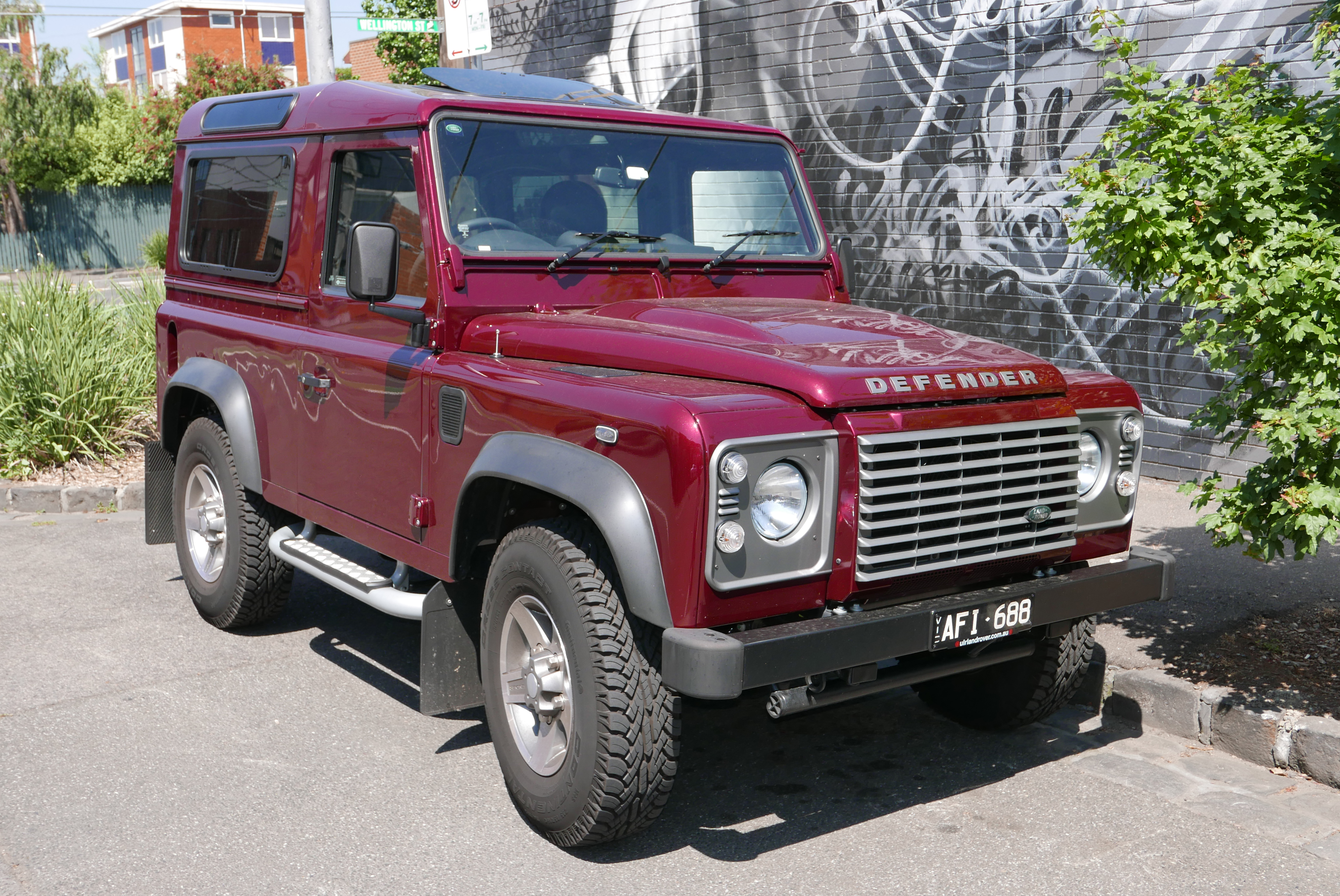
Land Rover Defender 90 2015

O primeiro Land Rover foi apresentado em 1948 concebido com uma simplicidade para proporcionar capacidades extraordinárias com uma robustez e durabilidade inigualáveis. Efetivamente, seis décadas depois estima-se que mais de dois terços de todos os Land Rover produzidos ainda se encontrem em circulação, muitos destes nas condições mais extremas e nos locais mais inóspitos do planeta.Land Rover
O Land Rover original de 1948 foi engenhosamente concebido para proporcionar capacidades e robustez extremas. Com uma construção extremamente robusta e características como as reduzidas projeções dianteiras e traseiras, saiu da linha de produção pronto para enfrentar alguns dos pisos e obstáculos mais exigentes do mundo. Hoje em dia estas qualidades representam uma parte significativa do que torna um Land Rover tão exclusivo como há 64 anos atrás.
Indo ao encontro da filosofia de inovação e concepção arrojada que levou à criação da Land Rover, em 1970 foi introduzido um produto radical inteiramente novo, que criou a sua própria categoria de veículo. Este veículo foi o Range Rover original. Incorporava todas as capacidades de um Land Rover com o conforto de um veículo de passageiros convencional.
Um Land Rover é o resultado de uma evolução e melhoria contínua nas décadas 50 e 60, com melhorias em termos de estabilidade e redução do diâmetro de viragem. Foi um período em que a Land Rover tomou a liderança no mercado emergente dos veículos fora de estrada. Como uma plataforma de mobilidade robusta e confiável, inúmeras organizações passaram a depender dos veículos Land Rover para o transporte de pessoal e equipamento nas situações mais extremas em segurança absoluta. Desde organizações como a Born Free Foundation à The Royal Geographical Society e Biosphere Expeditions - entramos na segunda década do século 21 continuando a ser merecedores da sua confiança.
Esta cultura de inovação tem vindo a ser desenvolvida desde então, tanto nos veículos Land Rover como nos Range Rover: modelos novos, maior requinte, tecnologias mais inovadoras, maior eficiência e emissões mais reduzidas. E mantém-se activa com iniciativas como as Tecnologias e-Terrain (que aumentam o desempenho ambiental dos veículos através da redução das emissões de CO2), Produção Sustentável e Compensação de CO2. A Land Rover irá permanecer na vanguarda do design avançado – o novo pequeno Range Rover é o testemunho da visão que impulsiona a companhia para o futuro e que a mantém na vanguarda da engenharia e tecnologia.

## Modelos
O Defender é oferecido em vários modelos, mesclando 3 opções de comprimentos de chassis (90, 110, 130), e configurações tipo "jipe", pick-up cabine simples e pick-up cabine dupla.

## Transmissão
A transmissão 4x4 do Defender é do tipo Integral, na qual existe um diferencial central, distribuindo o torque entre os eixos dianteiro e traseiro. Esse diferencial central pode ser bloqueado, para aumentar a tração em terrenos que assim o necessitarem. Também dispõe de reduzida.

## Motor
No Brasil, foram oferecidos os seguintes motores, todos a diesel:
- 200 TDI (1990–1993) - 4 cilindros, 2.495 cm3
- 300 TDI  (1994–1998) - 4 cilindros, 2.495 cm3
- Td5 (1998–2006) - 5 cilindros, 2.493 cm3
- Ford 2.4 (2007–2011) - 4 cilindros, 2.402 cm3
- Ford 2.2 (2011–2012) - 4 cilindros, 2.184 cm3